# Jazz giapponese
Con Jazz giapponese o Jap-Jazz ci si riferisce ad un tipo di Jazz suonato da musicisti giapponesi, o che in qualche modo è legato al Giappone o alla cultura giapponese. 
In senso più ampio, il concetto è usato spesso riferirsi alla storia del jazz in Giappone. Il Giappone ha, secondo alcune stime, il più grande numero in proporzione di amanti del jazz al mondo. 
A partire dagli anni trenta, infatti, ed escluso il periodo della II Guerra Mondiale, quando questa fu vietata come musica del nemico, il jazz ha avuto una grande diffusione nel Paese del sol levante. Il mercato giapponese è diventato uno dei mercati più importanti: non è inconsueto che delle musiche di scarsa esecuzione si possano trovare incise soltanto in Giappone. 
Oggi, un notevole numero di giapponesi suona il jazz e non è soltanto un ascoltatore. Musicisti come Hiromi Uehara, Keiko Matsui, June Kuramoto e Sadao Watanabe hanno un notevole numero di estimatori al di fuori del loro Paese.